# Marceline Desbordes-Valmore
Marceline Desbordes-Valmore (Douai, 20 de junio de 1786 - París, 23 de julio de 1859) fue una actriz, cantante y poeta francesa del Romanticismo.

## Biografía
Era hija de un pintor de escudos nobiliarios arruinado por la Revolución francesa y convertido en actor y cantante cabaretier en Douai. Durante la Revolución se mudó con su madre al archipiélago de Guadalupe, representando pequeños papeles en los teatros de las ciudades por donde pasaba para pagar el pasaje, entre Douai y Burdeos. Al sucumbir su madre por la fiebre amarilla (1801), la hija continuó con su carrera dramática y fue contratada por la Ópera Cómica gracias a las recomendaciones de Guétry. Cantó El barbero de Sevilla en el Odeón y en la Moneda de Bruselas. Se enamoró de Henri de Latouche (1785-1851), de quien tuvo un hijo y le animó a escribir, y por último se casó en 1817 con el actor Prosper Lanchantin-Valmore y vivió una existencia mezquina con muchas desdichas. Publicó la primera edición de sus Élégies et Romances en 1818. Además, hizo varias apariciones como actriz y cantante en el Teatro Nacional de la Opéra-Comique y en el teatro La Monnaie de Bruselas.
Con la ayuda de Madame de Récamier, Mademoiselle Mars, Alphonse Lamartine, Víctor Hugo y Dumas, así como más tarde de Baudelaire y Sainte-Beuve, publicó otras colecciones de versos. Se anticipó a Paul Verlaine y Arthur Rimbaud y abrió caminos poéticos a Renée Vivien, Anna de Noailles y Marie Noël.  
Su poesía es conocida por ser oscura y depresiva y sin complacencias estéticas. Es la única mujer incluida en una de las secciones del famoso libro Los poetas malditos, de Paul Verlaine. Una copia de sus poesías fue encontrada en la biblioteca personal de Friedrich Nietzsche.

## Obras
- 1816 — Chansonnier des grâces
- 1819 — Élégies et romances
- 1825 — Elégies et Poésies nouvelles
- 1829 — Album du jeune âge
- 1830 — Poésies Inédites
- 1833 — Les Pleurs
- 1839 — Pauvres Fleurs
- 1843 — Bouquets et prières
- 1860 — Poésies posthumes (póstuma)

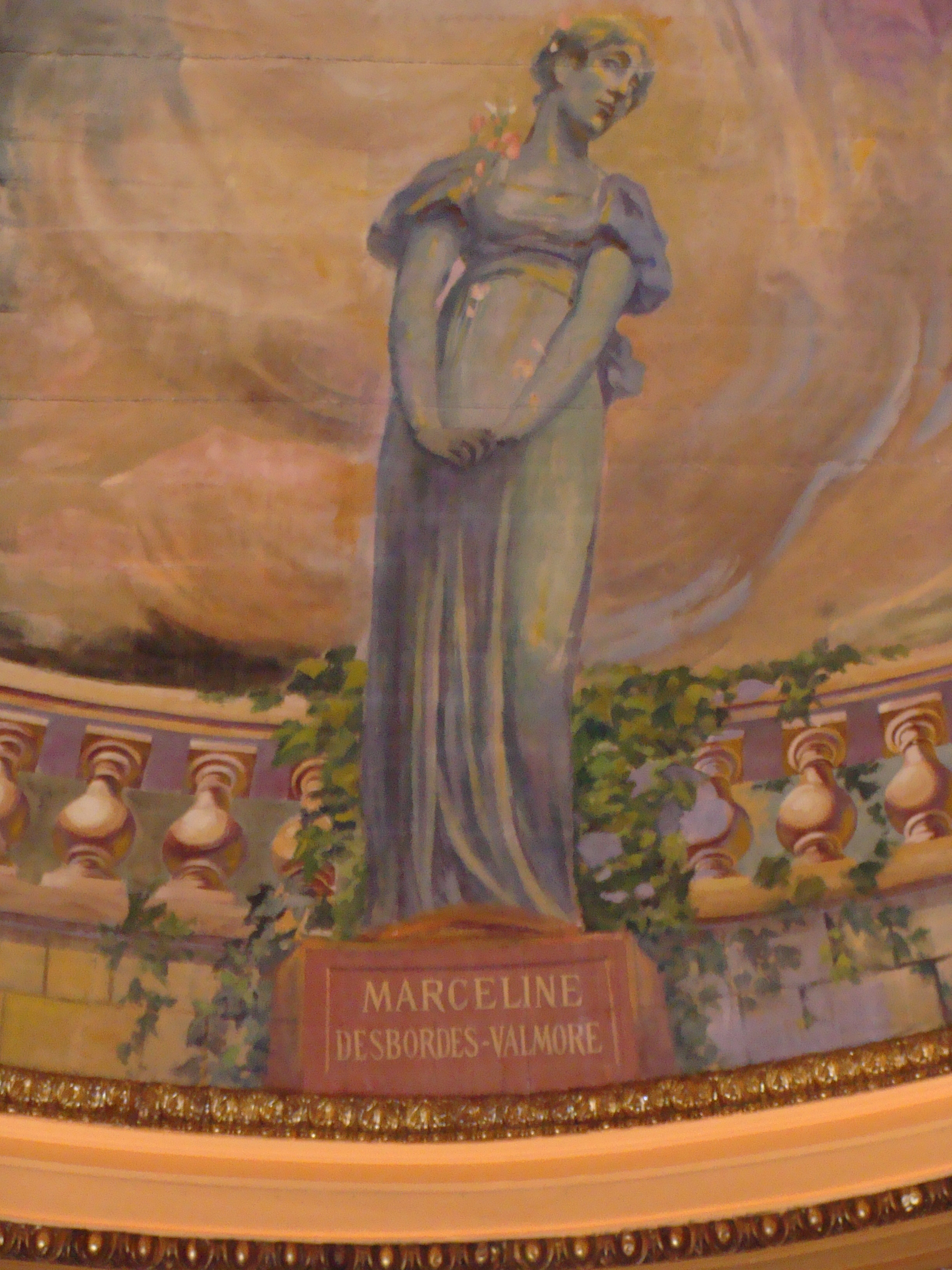
Detalle del decorado del Teatro de Douai que muestra a Marceline Desbordes.